# Gofila
Gofila est une localité située dans le département de Boussouma de la province du Sandbondtenga dans la région des Kuilsé au Burkina Faso.

## Éducation et santé
Le centre de soins le plus proche de Gofila est le centre de santé et de promotion sociale (CSPS) de Fatin tandis que le centre médical avec antenne chirurgicale (CMA) de la province se trouve à Boussouma et que le centre hospitalier régional (CHR) est à Kaya.
Le village possède depuis 2015 une école primaire publique de six classes ainsi qu'un collège d'enseignement général (CEG).

## Culture et religion
Gofila est l'un des cinq secteurs pastoraux catholiques du diocèse de Kaya.